# Grace Metalious
Œuvres principales
- Peyton Place (1956)

Grace Metalious (Manchester, 8 septembre 1924 - Boston, 25 février 1964), de son nom de naissance Marie Grace De Repentigny, est une romancière américaine, d'origine canadienne-française, surtout connue pour son best-seller Peyton Place (1956).

## Biographie
Marie Grace DeRepentigny s'intéresse à l'écriture dès son plus jeune âge. Elle se marie avec George Metalious en 1943. Elle commence à écrire sérieusement après avoir eu son premier enfant et publie Peyton Place, son premier roman, en septembre 1956. Le roman, critique acide de la vie dans les petites villes et des secrets que cachent leurs habitants, est un très grand succès, demeurant 75 semaines sur la New York Times Best Seller list. Une adaptation cinématographique, Les Plaisirs de l'enfer, est réalisée en 1957 et une série télévisée en est tirée quelques années plus tard.
Elle publie ensuite trois autres romans, Return to Peyton Place (1959), The Tight White Collar (1961) et No Adam in Eden (1963), qui se vendent bien mais ne rencontrent pas le même succès que le premier. Grace Metalious meurt en 1964 d'une cirrhose due à des années d'alcoolisme.